# 1991-es angol labdarúgókupa-döntő
Az 1991-es angol labdarúgókupa/FA-kupa döntő volt a 110. angol labdarúgókupa-döntő. A kupát a Tottenham Hotspur nyerte, miután a Nottingham Forestet győzte le 2–1-re a Wembley Stadionban. Ez volt a Tottenham 8. FA-kupája, ami akkor rekordnak számított.

## A mérkőzés
| 1991. május 18. 15:00 |

| Tottenham Hotspur             | 2–1   | Nottingham Forest |
| ----------------------------- | ----- | ----------------- |
| Stewart 55' Walker 94' (ö.g.) | (0–1) | 16' Pearce        |

| Wembley Stadion, London Nézőszám: 80 000 Játékvezető: Milford |

| Tottenham | Nottingham Forest |

| TOTTENHAM HOTSPUR: |    |                     |  |     |
|                    |    |                     |  |     |
| GK                 | 1  | Erik Thorstvedt     |  |     |
| RB                 | 2  | Justin Edinburgh    |  |     |
| LB                 | 3  | Pat Van Den Hauwe   |  |     |
| CD                 | 4  | Steve Sedgley       |  |     |
| CM                 | 5  | David Howells       |  |     |
| CD                 | 6  | Gary Mabbutt (csk.) |  |     |
| ST                 | 7  | Paul Stewart        |  |     |
| CM                 | 8  | Paul Gascoigne      |  | 17' |
| LM                 | 9  | Vinny Samways       |  | 82' |
| ST                 | 10 | Gary Lineker        |  |     |
| RM                 | 11 | Paul Allen          |  |     |
| Cserék:            |    |                     |  |     |
| MF                 | 12 | Nayim               |  | 17' |
| FW                 | 14 | Paul Walsh          |  | 82' |
| Edző:              |    |                     |  |     |
| Terry Venables     |    |                     |  |     |

| NOTTINGHAM FOREST: |    |                      |  |      |
|                    |    |                      |  |      |
| GK                 | 1  | Mark Crossley        |  |      |
| RB                 | 2  | Gary Charles         |  |      |
| LB                 | 3  | Stuart Pearce (csk.) |  |      |
| CD                 | 4  | Des Walker           |  |      |
| CD                 | 5  | Steve Chettle        |  |      |
| CM                 | 6  | Roy Keane            |  |      |
| RM                 | 7  | Gary Crosby          |  |      |
| CM                 | 8  | Garry Parker         |  |      |
| ST                 | 9  | Nigel Clough         |  |      |
| ST                 | 10 | Lee Glover           |  | 108' |
| LM                 | 11 | Ian Woan             |  | 62'  |
| Cserék:            |    |                      |  |      |
| DF                 | 12 | Brian Laws           |  | 108' |
| MF                 | 14 | Steve Hodge          |  | 62'  |
| Edző:              |    |                      |  |      |
| Brian Clough       |    |                      |  |      |

| SZABÁLYOK - 90 perces játékidő - 30 perc hosszabbítás szükség esetén - Tizenegyespárbaj ha az állás ezután is döntetlen - Két cserejátékos - Legfeljebb két cserelehetőség |

## Út a Wembley-be
| Hazai csapatok elöl 3. kör: Blackpool 0–1 Tottenham Hotspur 4. kör: Tottenham Hotspur 4–2 Oxford United 5. kör: Portsmouth 1–2 Tottenham Hotspur 6. kör: Tottenham Hotspur 2–1 Notts County Elődöntő: Tottenham Hotspur 3–1 Arsenal (Wembley Stadion, London) | Hazai csapatok elöl 3. kör: Crystal Palace 0–0 Nottingham Forest Újrajátszás: Nottingham Forest 2–2 Crystal Palace Újrajátszás: Nottingham Forest 3–0 Crystal Palace 4. kör: Newcastle United 2–2 Nottingham Forest Újrajátszás: Nottingham Forest 3–0 Newcastle United 5. kör: Southampton 1–1 Nottingham Forest Újrajátszás: Nottingham Forest 3–1 Southampton 6. kör: Norwich City 0–1 Nottingham Forest Elődöntő: Nottingham Forest 4–0 West Ham United (Villa Park, Birmingham) |